# 西條晋一
西條 晋一（さいじょう しんいち、1973年6月10日 - ）は日本の実業家、投資家。
XTech株式会社代表取締役、XTech Ventures共同創業者兼ジェネラルパートナー、エキサイト代表取締役社長。

## 人物

### プロフィール
徳島県阿波市出身。伊藤忠商事を経て2000年にサイバーエージェントに入社。2004年取締役就任、2008年専務取締役COOに就任。2013年にWiL共同創業者ジェネラルパートナー、その後コイニー取締役、Qrio代表取締役、トライフォート取締役を歴任。2018年にXTech、XTech Venturesの2社を創業。同年エキサイトを買収し、同社代表取締役社長に就任。

### 略歴
- 1996年3月 早稲田大学法学部卒業
- 1996年4月 伊藤忠商事入社
- 2000年3月 サイバーエージェント入社 新規事業開発室配属
- 2000年12月 メールイン代表取締役
- 2002年10月 インターナショナルスポーツマーケティング代表取締役社長
- 2003年9月 シーエー・キャピタル代表取締役社長
- 2003年12月 ジークレスト代表取締役社長
- 2004年12月 サイバーエージェント取締役
- 2005年10月 インターナショナルスポーツマーケティング取締役
- 2006年4月 サイバーエージェント・インベストメント代表取締役社長
- 2006年4月 サイバーエージェント専務取締役
- 2006年4月 ジークレスト取締役会長
- 2006年10月 サイバーエージェントFX（現：ワイジェイFX）代表取締役社長
- 2013年3月 コイニー株式会社取締役
- 2013年8月 WiL共同創業者兼ジェネラルパートナー[4]
- 2014年12月 Qrio株式会社代表取締役[5]
- 2017年6月 株式会社トライフォート取締役[6]
- 2017年11月 コインチェック株式会社アドバイザー[7]
- 2018年1月 XTech株式会社代表取締役（現任）[8]
- 2018年1月 XTech Ventures共同創業者兼ジェネラルパートナー（現任）[9]
- 2018年12月 エキサイト代表取締役社長[3]